# Decarydendron ranomafanensis
Decarydendron ranomafanensis är en tvåhjärtbladig växtart som beskrevs av Lorence & Razafimandimbison. Decarydendron ranomafanensis ingår i släktet Decarydendron och familjen Monimiaceae. Inga underarter finns listade i Catalogue of Life.